# Frederico Miguel, Conde Palatino de Zweibrücken
Frederico Miguel, Conde Palatino de Zweibrücken-Birkenfeld (27 de Fevereiro de 1724 – 15 de Agosto de 1767) foi um membro da dinastia de Wittelsbach. Era filho de Cristiano III, Conde Palatino de Zweibrücken e da princesa Carolina de Nassau-Saarbrücken e membro da Casa do Palatinate-Zweibrücken-Birkenfeld, um ramo secundário da Casa de Wittelsbach. Foi pai do primeiro Rei da Baviera, Maximiliano I José. 

## Guerra dos Sete Anos
Frederico Miguel era também marechal-de-campo do Palatinado, governador de Mannheim e, finalmente, em 1758 foi nomeado Marechal-de-campo do Sacro Império e comandante-em-chefe do Reichsarmee durante a Guerra dos Sete Anos contra Frederico, o Grande. Após a Batalha de Rossbach, conseguiu voltar a levantar a moral do exército imperial, que tinha sido dizimado e, por isso, recebeu a Grã Cruz da Ordem Militar de Maria Teresa. No outono de 1758, invadiu a Saxónia, tomou a fortaleza de Sonnenstein e deu início ao certo de Leipzig. No ano seguinte, foram conquistadas as cidades de Leipzig, Torgau, Wittenberg e Dresden. Prestou auxílio ao marechal Daun na Batalha de Maxen e venceu a Batalha de Strehlen. Em 1761, reformou-se do seu posto e entregou as suas tropas ao marechal-de-campo Johann von Serbelloni. Após a Paz de Hubertusburg Frederico Miguel recebeu o comando geral da Boémia e, mais tarde, tornou-se presidente da conferência militar secreta.

## Família
Frederico Miguel casou-se com Maria Francisca de Sulzbach, neta de Carlos III Filipe, Eleitor Palatino, e teve cinco filhos:
1. Carlos Augusto (Karl August) (29 de Outubro de 1746 – 1 de Abril de 1795), casado com a princesa Maria Amália da Saxónia; com descendência.
2. Clemente Augusto (Klemens August) (18 de Setembro de 1749 – 19 de Junho de 1750), morreu com nove meses de idade
3. Amália (Amalia) (10 de Maio de 1752 – 15 de Novembro de 1828), casada com o rei Frederico Augusto I da Saxónia; com descendência.
4. Maria Ana (Maria Anna) (18 de Julho de 1753 – 4 de Fevereiro de 1824), casada com o duque Guilherme da Baviera; com descendência.
5. Maximiliano I José (Maximilian Joseph) (27 de Maio de 1756 – 13 de Outurbro de 1825), rei da Baviera entre 1799 e 1806. Casou-se primeiro com a princesa Augusta Guilhermina de Hesse-Darmstadt; com descendência. Casou-se depois com a princesa Carolina de Baden; com descendência.

Teve também um filho ilegítimo com a sua amante, Louise Cheveau:
- Karl Friedrich Stephan (1767 – 1834), barão de Schönfeld (1813), conde de Otting e Fünfstetten (1817).  A sua filha Luise casou-se com August von Senarclens de Grancy.

## Genealogia
| Frederico Miguel, Conde Palatino de Zweibrücken | Pai: Cristiano III, Conde Palatino de Zweibrücken | Avô paterno: Cristiano II, Conde Palatino de Zweibrücken-Birkenfeld | Bisavô paterno: Cristiano I, Conde Palatino de Birkenfeld-Bischweiler |
| Frederico Miguel, Conde Palatino de Zweibrücken | Pai: Cristiano III, Conde Palatino de Zweibrücken | Avô paterno: Cristiano II, Conde Palatino de Zweibrücken-Birkenfeld | Bisavó paterna: Madalena Catarina do Palatinado-Zweibrücken           |
| Frederico Miguel, Conde Palatino de Zweibrücken | Pai: Cristiano III, Conde Palatino de Zweibrücken | Avó paterna: Catarina Ágata de Rappoltstein                         | Bisavô paterno: João Jacob, Conde de Rappoltstein                     |
| Frederico Miguel, Conde Palatino de Zweibrücken | Pai: Cristiano III, Conde Palatino de Zweibrücken | Avó paterna: Catarina Ágata de Rappoltstein                         | Bisavó paterna: Ana Cláudia de Salm-Kyrburg                           |
| Frederico Miguel, Conde Palatino de Zweibrücken | Mãe: Carolina de Nassau-Saarbrücken               | Avô materno: Luis Crato, Conde de Nassau-Saarbrücken                | Bisavô materno: Gustavo Adolfo, Conde de Nassau-Saarbrücken           |
| Frederico Miguel, Conde Palatino de Zweibrücken | Mãe: Carolina de Nassau-Saarbrücken               | Avô materno: Luis Crato, Conde de Nassau-Saarbrücken                | Bisavó materna: Leonor Clara de Hohenlohe-Neuenstein                  |
| Frederico Miguel, Conde Palatino de Zweibrücken | Mãe: Carolina de Nassau-Saarbrücken               | Avó materna: Filipina Henriqueta de Hohenlohe-Langemburgo           | Bisavô materno: Henrique Frederico, Conde de Hohenlohe-Langemburgo    |
| Frederico Miguel, Conde Palatino de Zweibrücken | Mãe: Carolina de Nassau-Saarbrücken               | Avó materna: Filipina Henriqueta de Hohenlohe-Langemburgo           | Bisavó materna: Juliana Dorotéia de Castell-Remlingen                 |